# Kristiansands djurpark
Kristiansands djurpark (Kristiansand Dyrepark) utanför Kristiansand i Norge grundades 1964 och har utvecklats till att bli en av de mest besökta turistattraktionerna i Norge. (Holmenkollen har en klar förstaplats.) Parken har över 800 djur av närmare 100 olika djurarter. Under 2008 hade parken 650 000 besökare. I närheten av parken ligger Sørlandssenteret. Bolaget ägs av norska familjen Per G. Braathen via det svenska investmentbolaget Braganza AB.

## Historia
Willy Tjomsås tog initiativet till grundandet av parken. År 1965 började Edvard Moseid i parken och startade utbyggnaden. Portarna öppnades officiellt 26 juni 1966. På 1970-talet blev parken känd som världens största exportör av kameler. De förste schimpanserna föddes i hemlighet; den mest kända, Julius, föddes 26 december 1979. Julius växte upp hemma hos Edvard Moseid och blev TV-kändis 1981.
1983 utvidgades parken och började kallas Djur- och fritidspark. Kapten Sabeltand ("Kaptein Sabeltann") dök upp 1990 och Kamomilla stad ("Kardemomme by") öppnades året därefter. År 2000, efter 35 år, överlät Edvard Moseid ledningen till andra.
Badelandet med strand, vattenrutschkanor och bassänger öppnades i juni 2010. (Öppet under sommarmånaderna, separat biljett krävs)

## Djur
- Nordisk vildmark: varg, järv, fjällräv, lodjur, älg
- Tropiskt djurhus: groddjur, ormar, krokodildjur, schimpanser
- Afrika: giraff, zebror, afrikansk vildhund, lejon, gepard
- Asien: sibirisk tiger, orangutang, gibboner, dovhjort
- "Kutoppen", gårdsdjur